# Erika Carvalho de Sousa
Erika Carvalho de Sousa (* 29. April 1981 in Brasília) ist eine brasilianische Volleyballspielerin.

## Karriere
Carvalho de Sousa spielte in der Saison 2000/01 bei Cividini Vicenza und gewann mit dem italienischen Verein den CEV-Pokal. 2003/04 war sie in Portugal bei Castêlo da Maia aktiv, bevor sie 2007 nach Spanien zu CV Albacete wechselte. In der Saison 2008/09 erreichte das Team den vierten Platz im CEV-Pokal.